# Lencse Máté
Lencse Máté (Budapest, 1986. január 6. –) magyar társasjáték-tervező, pedagógus.
2010-ben végzett a Pécsi Tudományegyetemen filmelmélet- és filmtörténet – pedagógia szakpáron. 2014-ben abszolvált az ELTE Neveléstudományi Doktori Iskolájában.
Az L. Ritók Nóra által vezetett Igazgyöngy Alapítvány Toldi Tanodájának szakmai vezetője 2013 óta. Társasjáték-pedagógiai publikációi 2013 óta, társasjátékai 2016 óta jelennek meg. A Pagony Kiadónál megjelent Tökmagok – Kincsvadászat című játéka 2020-ban elnyerte a JEM Társasjáték díját Hazai fejlesztés kategóriában.
A PlayWise egyik tulajdonosa. Rendszeresen dolgozik civil szervezetek, vállalatok felkérésére is társasjátékokon. 2023 óta a Moholy-Nagy Művészeti Egyetem kurzusaihoz kapcsolódóan tanít társasjáték-tervezést.

## Könyvei[15]
- Társasjáték-pedagógia[16] (2018, Demokratikus Ifjúságért Alapítvány, Jesztl Józseffel közösen, ISBN 978-963-889-664-3)
- Jól játszani (2019, Pagony Kiadó, Jesztl Józseffel közösen, ISBN 978-963-410-461-2)
- Lovagi Ujjtorna (2021, Pagony Kiadó, Jesztl Józseffel közösen, ISBN 978-963-410-730-9)
- Manóváros (2022, Pagony Kiadó, Jesztl Józseffel közösen, ISBN 978-963-587-254-1)

## Társasjátékai[17]
- Űrcsempészek (2016, Gémklub)
- Kiwi (2017, Igazgyöngy Alapítvány; 2024, Pagony Kiadó)
- Pack&Go (2017, KLM)
- Rumini – Kincsesláda (2018, Pagony Kiadó)
- Tökmagok – Kincsvadászat (2020, Pagony Kiadó)
- Lajka (2020, Pagony Kiadó)
- Abszolút megvadult betűk (2020, Pagony Kiadó)
- Holnap hősei (2020, Hősök Tere)
- Hova bújtál, Boribon? (2021, Pagony Kiadó)
- Zoknifogócska (2021, Pagony Kiadó)
- Építs velem, Boribon! (2022, Pagony Kiadó)
- Abszolút képtelen sztorik (2022, Pagony Kiadó, Győri Hannával közösen)
- Voxpop – A kártyajáték (2022, Demokratikus Ifjúságért Alapítvány)
- Varázslabor (2023, Pagony Kiadó)
- Zsolna és a Titkos Receptkönyv (2024, Mesemanager Kft.)
- Pilvax (2024, Pagony Kiadó)
- Kibeszélő (2024, Tea Kiadó)

## Fontosabb tanulmányok
- “Játszani is engedd!” Társasjáték-pedagógia. In: Takács Viktória (2016, szerk.): Alternatív leckék. Demokratikus Ifjúságért Alapítvány, 157-171.[18]
- Társasjáték-pedagógia – A fejlődés nyomon követésének lehetőségei. In: Turóczi Levente (2016, szerk.): Játsszunk helyesen! A játékpedagógia helye a fiatal segítők társadalmi felelősségvállalásában. 51-59. (Jesztl Józseffel közösen)[19]
- Egy társasjáték pedagógiai hatásairól. In.: Eszterág Ildikó-Lehmann Miklós (2017, szerk.): Gondolkodni-más-hogy? Tanulmányok a gondolkodásfejlesztés lehetőségeiről kisgyermekkorban. ELTE TÓK, Budapest. 189-199.[20]
- A társasjáték-pedagógia. In.: Polonyi Tünde – Abari Kálmán – Szabó Fruzsina (2019): Innováció az oktatásban. Oriold és Társai, Budapest. 259-273.[21]
- A pedagógiai célú előnyadás lehetőségei modern társasjátékokban. Paideia 6. évf. 2. sz. 43-50. (2020, Jesztl Józseffel közösen)[22]
- Társasjátékok, pedagógia, érzékenyítés. In.: Koller Inez Zsófia (2022, szerk.): Játsszunk Komolyan! Módszertani tanulmányok a társadalmi érzékenyítés területén. Pécsi Tudományegyetem Bölcsészet és Társadalomtudományi Kar Társadalmi Befogadás Szakkollégium, Pécs. 154-167.[23]